# 레보 모티바
레보강 모티바(영어: Lebogang Mothiba, 1996년 1월 28일 ~ )는 남아프리카 공화국의 프로 축구 선수로 현재 마멜로디 선다운스와 남아프리카 공화국 국가대표팀에서 스트라이커로 활약하고 있다.
그는 릴에서 임대된 상태에서 2017년 리그 2의 발랑시엔에서 프로 데뷔를 했고, 이듬해 모 구단으로 복귀했다. 그곳에서 그는 17경기에 출전해 6골을 넣은 뒤 2018년 8월 동료 리그 1의 스트라스부르로 이적해 데뷔 시즌 쿠프 드 라 리그 우승을 차지했다.
2016년 하계 올림픽에 남아프리카 공화국 국가대표로 출전한 모티바는 2018년 시니어 무대에 진출하여 데뷔 후 3경기 연속 득점을 기록한 최초의 선수가 되었다.

## 구단 경력

### 초기 경력
모티바는 지역 팀인 마멜로디 선다운스의 책을 읽으며 형성기를 보냈다. 그러나 그는 클럽의 1군에 진출하지 못했고, 이후 그의 열아홉 번째 생일 직후인 2014년 프랑스 팀인 릴과 계약하면서 남아프리카 공화국의 디암바스 아카데미에 합류했다.

### 릴
2014년 7월, 모티바는 리그 1의 릴과 3년 계약을 맺고 19세 이하 팀에 입단했다. 그는 이후 두 시즌을 유소년 팀과 리저브 팀에서 보낸 뒤 3년 계약을 맺었다.  2016-17 시즌 중반, 그는 리그 2의 발랑시엔와 2년 임대 계약을 맺었다. 그는 이 시즌에 9경기에 출전해 2골을 넣었고, 이로 인해 발랑시엔은 한 시즌 더 임대 기간을 연장하게 되었다. 모티바는 20경기에 출전해 8골을 추가한 뒤, 릴의 국내 분투와 맞물려 모 구단이 두 번째 임대 기간 도중 그를 소환하는 모습을 보였다. 릴이 강등 전망과 싸우고 있는 가운데, 모티바는 복귀하여 시즌 마지막 날 디종과의 경기에서 두 골을 포함하여 14경기에 출전하여 5골을 넣으며 리그 2로의 강등을 막았다. 하지만, 모티바는 지난 시즌 그의 소속팀임에도 불구하고, 구단이 재정적인 어려움에 봉착하자 2018-19 시즌 초반에 릴을 떠날 수 밖에 없었다.

### 스타라스부르
2018년 여름 이적 시장의 마지막 날인 8월 31일, 릴이 재정적인 어려움에 직면하자, 모티바는 400만 유로의 이적료로 리그 라이벌인 스트라스부르로 매각되었다. 이 계약에는 또한 환매 옵션과 릴의 50% 매각 조항이 포함되었다. 그는 두 번째 경기에 출전하여 몽펠리에를 상대로 팀의 승점 1점을 획득하기 위해 부상 시간 3분만에 골을 넣었고, 그는 팀의 첫 골을 득점했다. 3월 30일, 그는 스트라스부르가 갱강을 상대로 승부차기 승리를 거두며 팀이 쿠프 드 라 리그 타이틀을 들어올리는 것을 도왔다.
2019년 11월 9일, 모티바는 스트라스부르 소속으로 50번째 경기를 치렀고, 4-1로 이긴 님 올랭피크와의 리그 경기에서 2골을 넣으며 5개월간의 골 가뭄을 마쳤다.
2022년 1월 27일, 모티바는 시즌이 끝날 때까지 트루아에 임대되었다.

## 국가대표팀 경력
모티바는 2016년 하계 올림픽 축구 대회에서 남아프리카 공화국 국가대표팀으로 합류해 출전했다. 2018년 3월, 그는 앙골라와의 4개국 토너먼트에서 무승부를 기록하며 완전한 데뷔골을 기록했다. 10월, 세이셸과의 2019년 아프리카 네이션스컵 예선 경기에서, 그는 데뷔 후 남아프리카 공화국의 3경기 연속 득점을 기록한 첫 번째 선수가 되었다. 그의 골은 또한 경기가 남아프리카 공화국을 6-0으로 이기면서 사상 최대의 승리를 기록하는 데 기여했다. 팬들은 이집트 팬들에게 모하메드 살라가 "이집트 왕"으로 알려진 것에 대해 테라스에서 "남아프리카 공화국의 바보인 모티바"를 불렀다.